# 泰利烏鄉

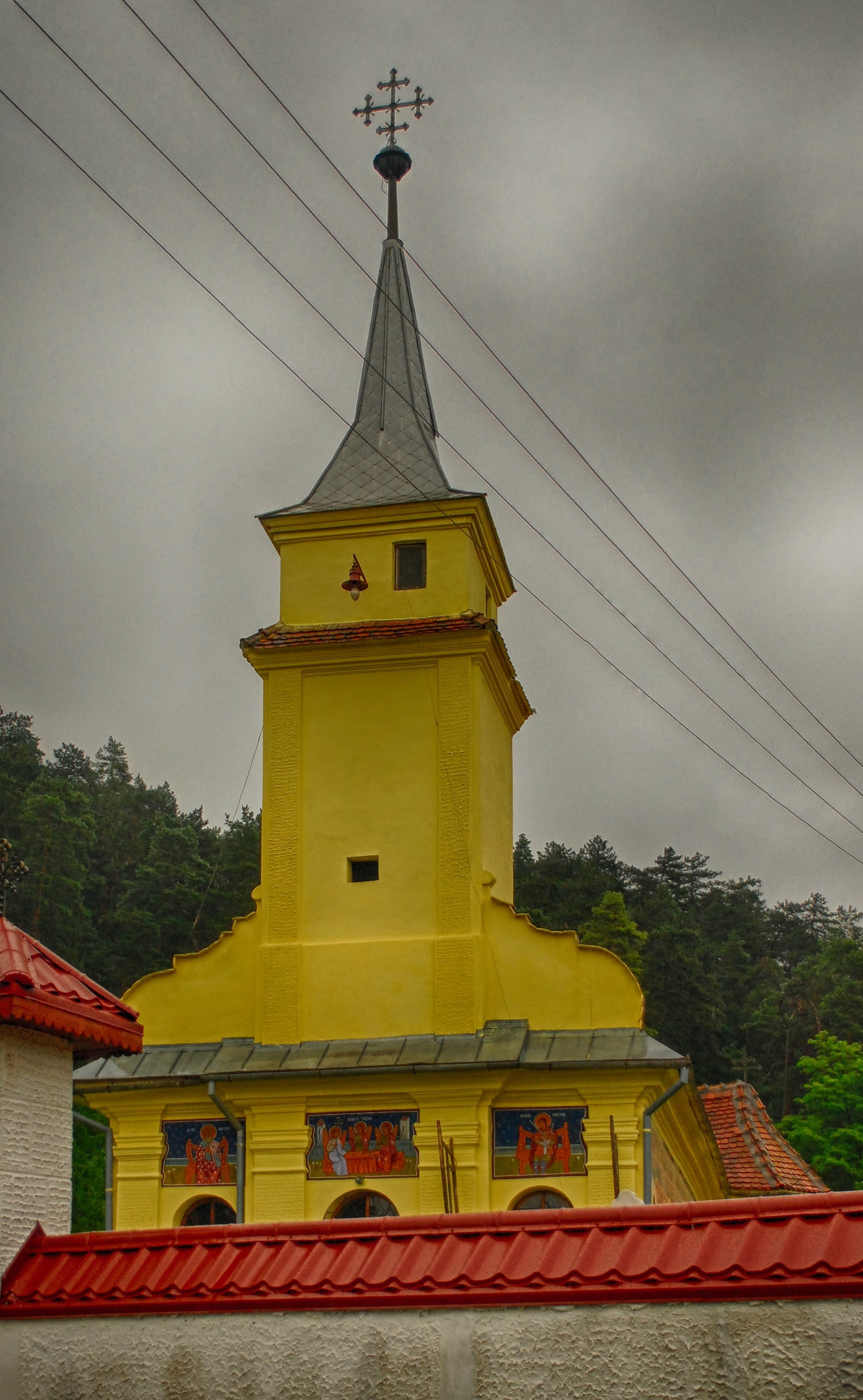

45°42′N 25°51′E / 45.700°N 25.850°E
泰利烏鄉（羅馬尼亞語：Comuna Teliu, Brașov），是羅馬尼亞的鄉份，位於該國中部，由布拉索夫縣負責管轄，面積40平方公里，海拔高度543米，2007年人口3,960，人口密度每平方公里98人。

## 友好城市
- 法國 普罗旺斯地区萨隆